# Basilica di Santo Spirito
La chiesa di Santo Spirito è una delle principali basiliche della città di Firenze. È situata nel quartiere dell'Oltrarno, la parte sud del centro storico, e con la sua semplice facciata domina la piazza omonima. 
Ha la dignità di basilica minore.

## Storia

### Il primo insediamento

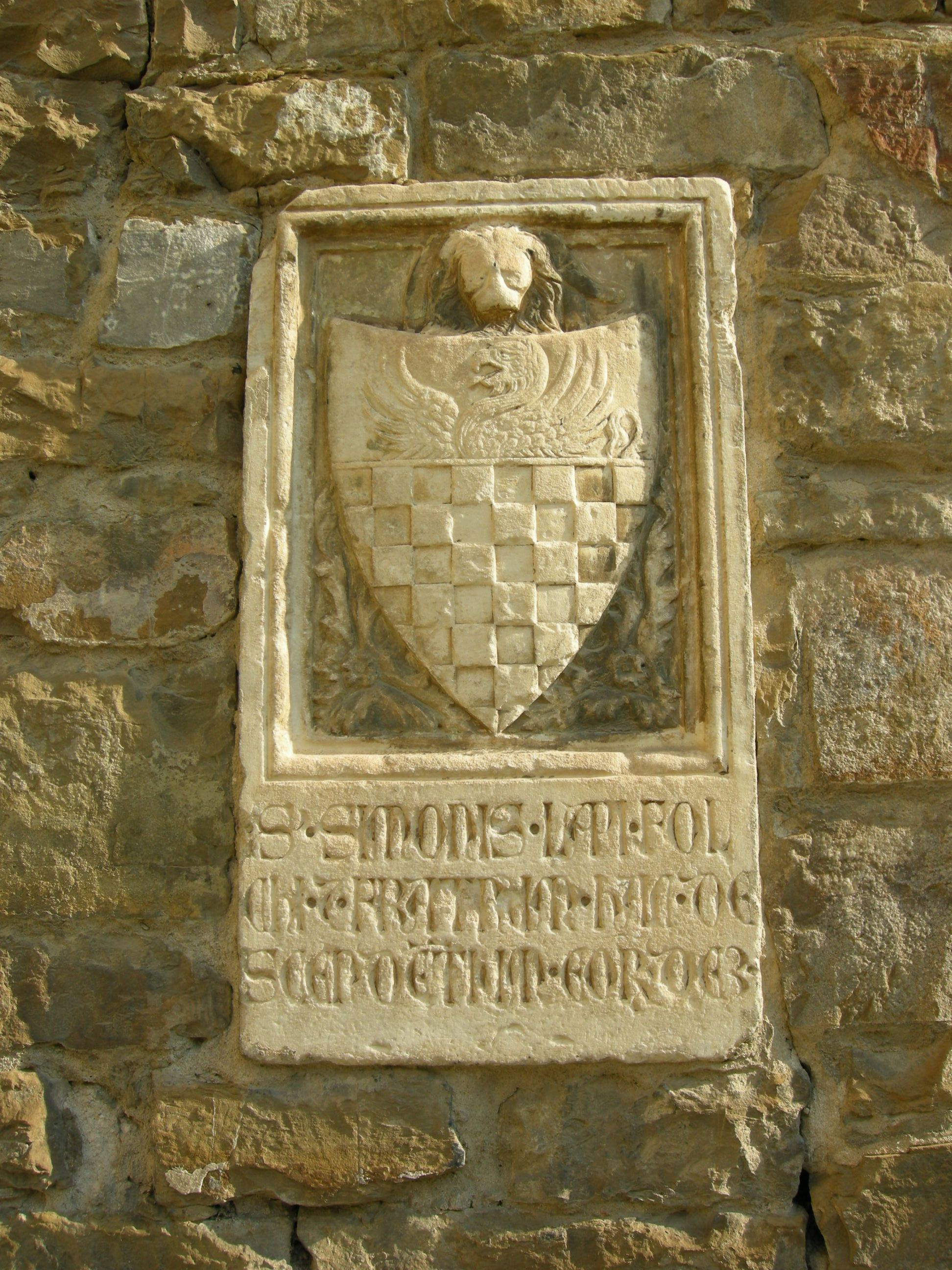
Lapide trecentesca, sulla parete esterna del cenacolo.

La fondazione dell'ordine degli eremiti agostiniani in Toscana risale a un'iniziativa di Innocenzo IV: si trattava di un ordine mendicante ma di apostolato urbano. I primi frati si stabilirono a Firenze nel 1233 acquistando il necessario per erigere un romitorio in località Lepore (Arcetri), dove oggi sorge la chiesa di San Matteo. Pochi anni dopo, nel 1250, due signori, Spinello Accolti di borgo San Jacopo e Omodeo di Guido speziale, donarono al frate agostiniano Aldobrandino una casa e due vigne nella zona di Oltrarno per la costruzione di una chiesa, che venne originariamente dedicata, nel 1252, a Maria Vergine, allo Spirito Santo e a tutti i santi. Nei documenti la zona era detta della "Casellina" o della "Cuculia", alludendo a una zona ancora di campagna, con modesti casolari sparsi e alberi in cui nidificavano gli uccelli.
Nel 1269 la comunità di frati Agostiniani si insediò stabilmente a Firenze e iniziò la costruzione di una chiesa sul luogo dell'oratorio originario, dedicandola al "Santo Spirito". A quell'epoca la parte di città oltre il fiume, già inclusa nelle mura urbane dal 1173-1175, era composta da un paio di "borghi", cioè agglomerati di case lungo le vie uscenti dai ponti cittadini, e campi, con i due complessi monastici più importanti situati a Santa Felicita e San Jacopo sopr'Arno ai quali si aggiungevano altre quattro chiese minori. Nella seconda metà del XIII secolo Firenze subì una fortissima immigrazione, che interessò tutte le zone dentro e fuori le mura, compreso l'Oltrarno, verso il quale venne costruito il nuovo ponte Santa Trinita. Quando nella zona fu ingrandita la cerchia muraria, quella di Arnolfo di Cambio, il complesso conventuale si era già ingrandito dal 1292, integrandosi con incisività all'urbanistica, alla vita sociale, politica e intellettuale del quartiere e della città in generale.

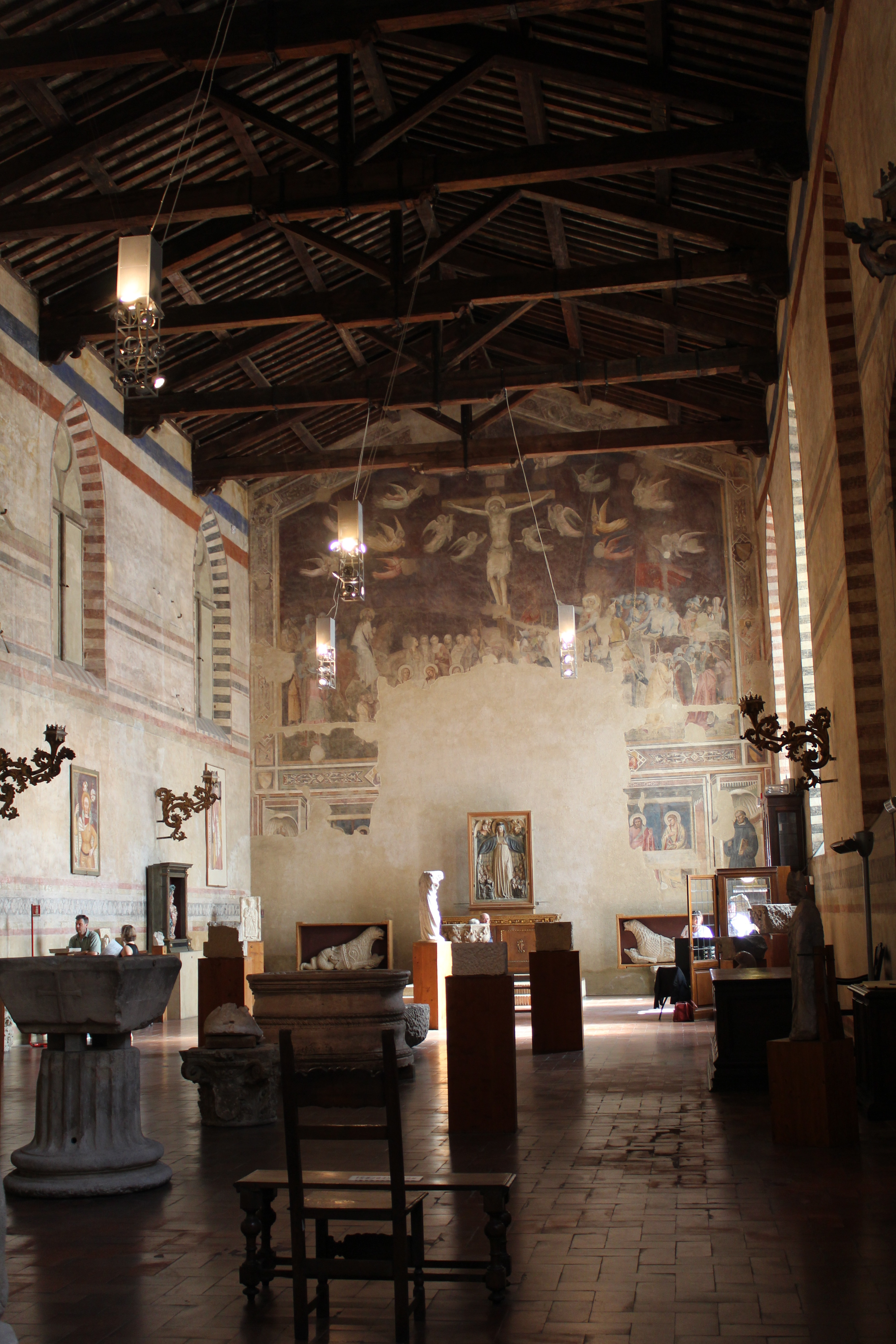
Il refettorio affrescato dall'Orcagna

Gli Agostiniani, al pari degli altri ordini mendicanti presenti in città (francescani in Santa Croce, domenicani in Santa Maria Novella, Carmelitani al Carmine), fecero della loro sede un importante centro artistico, teologico e culturale. Già nel 1287 il convento fiorentino aveva ospitato un importante capitolo generale degli Agostiniani e nel 1284 era stato nominato "Studio generale dell'Ordine", divenendo un istituto superiore di studi teologici e filosofici. Per accogliere la folla che assisteva alle loro prediche venne presto creata, dal 1292, la primitiva piazza Santo Spirito.
Fiore all'occhiello era la ricca biblioteca, che in un inventario del 1450 arrivò a contare 577 manoscritti. Il convento era frequentato da intellettuali e artisti. Francesco Petrarca instaurò un intenso rapporto con fra' Dionigi di Borgo San Sepolcro, il quale gli permise di studiare i testi rari presenti in convento e presentò il poeta a Roberto d'Angiò: grazie a queste frequentazioni Petrarca si avvicinò alla figura di sant'Agostino, che scelse come suo ideale interlocutore nel Secretum, ispirato alle Confessioni. Anche Giovanni Boccaccio frequentò il convento stringendo una stretta amicizia con fra' Martino da Signa: proprio agli Agostiniani di Santo Spirito lasciò in eredità la propria ricca biblioteca personale. Verso la fine del XIV secolo il frate Luigi Marsili fu amico e corrispondente, oltre che di Petrarca, di Coluccio Salutati e altri: la cella del frate divenne un importante luogo di ritrovo per numerosi umanisti della prima generazione. Anche nei primi decenni del XV secolo Santo Spirito rimase la sede privilegiata per il ritrovo dei circoli intellettuali fiorentini, con frequentatori come Leonardo Bruni, Poggio Bracciolini, Niccolò Niccoli, Roberto de' Rossi, Giannozzo Manetti, i quali formarono una delle prime accademie letterarie del XV secolo.

### La nuova basilica brunelleschiana

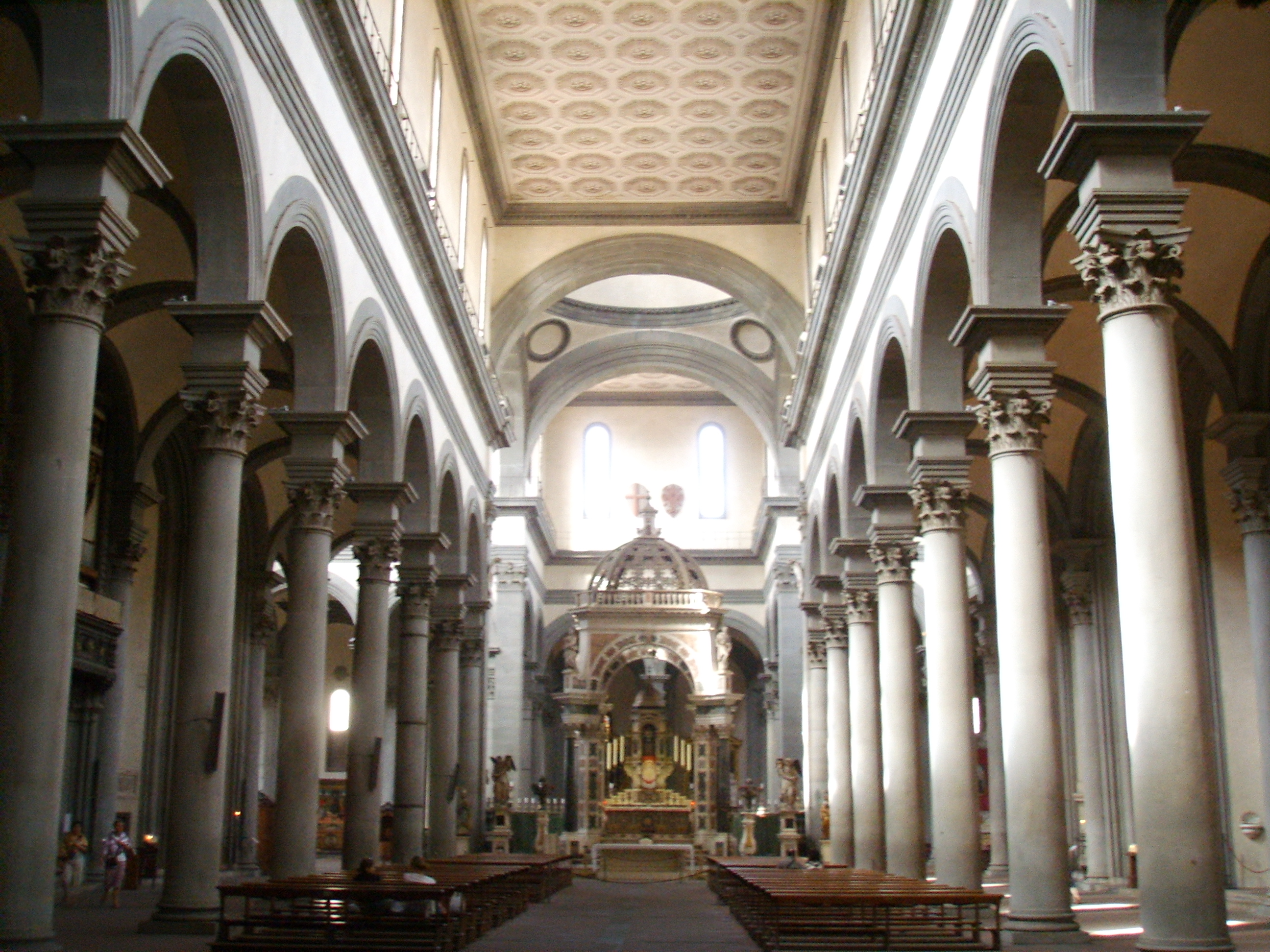
Il luminoso interno.

Dal 1397 il Comune aveva stanziato una somma annua per la costruzione di una nuova basilica, da terminare entro cinque anni. Fu solo però dal 1428, dietro i pressanti inviti di frate Francesco Mellini, che si istituì un provveditore per i nuovi lavori, Stoldo Frescobaldi, appartenente a una delle più importanti famiglie d'Oltrarno. Lo stesso Frescobaldi garantì di coprire a proprie spese quanto fosse necessario, qualora i fondi raccolti pubblicamente e con le oblazioni non fossero stati sufficienti.
Intorno al 1434 la costruzione di una nuova basilica venne dunque affidata a Filippo Brunelleschi, che aveva già lavorato, in Oltrarno, a San Jacopo e Santa Felicita. Dopo una lunga progettazione l'edificio venne iniziato nel 1444 e fu l'ultima grande opera del maestro. Dopo la sua scomparsa avvenuta nel 1446, il cantiere passò nel 1452 nelle mani di tre seguaci del maestro, Antonio Manetti, Giovanni da Gaiole e Salvi d'Andrea. I continuatori seguirono a grandi linee il progetto del maestro, ma non compresero a fondo la sua originalità, apportando numerose modifiche anche sostanziali, che stemperarono gli elementi più radicali secondo soluzioni più di compromesso, in linea col gusto dell'epoca.
La notte del 21 marzo 1471, dopo i festeggiamenti per l'arrivo in città di Galeazzo Maria Visconti in cui si era inscenata in piazza un rappresentazione della Pentecoste con fuochi e fiammelle, si sviluppò un grave incendio distrusse i codici e molte opere d'arte della chiesa medievale. Salvi d'Andrea realizzò la cupola dal 1479 al 1481 e la facciata interna dal 1483 al 1487. Consacrata nel 1481, la basilica poteva dirsi conclusa nel 1487. Al 1489 risale la sagrestia di Giuliano da Sangallo.
Dopo il 1494 fu ricovero per l'esule Michelangelo, che qui poté studiare l'anatomia dei cadaveri. Per ringraziamento lasciò il Crocifisso oggi in sagrestia. Il campanile, alto 70 metri, è opera di Baccio d'Agnolo, iniziato nel 1503 e terminato solo nel 1570.

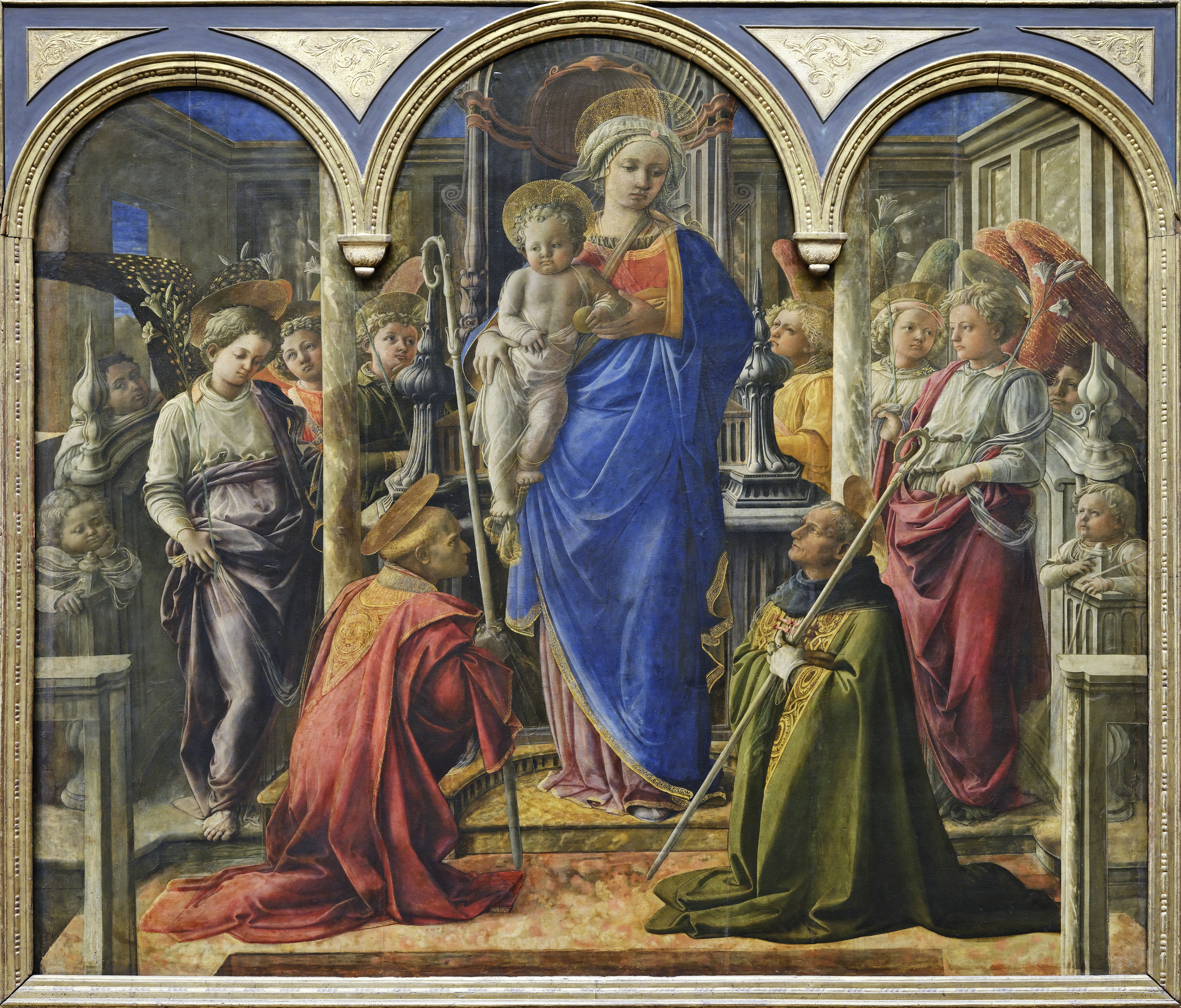
La Pala Barbadori (Madonna col Bambino, angeli, san Frediano e sant'Agostino) è un'opera, tempera su tavola(208x244 cm) di Filippo Lippi, datata al 1438.

Nel XVI secolo l'architetto di corte Bartolomeo Ammannati elaborò un ambizioso progetto di ristrutturazione del complesso agostiniano, ma venne messo in opera solo il secondo chiostro, con la collaborazione di Alfonso Parigi il Vecchio.

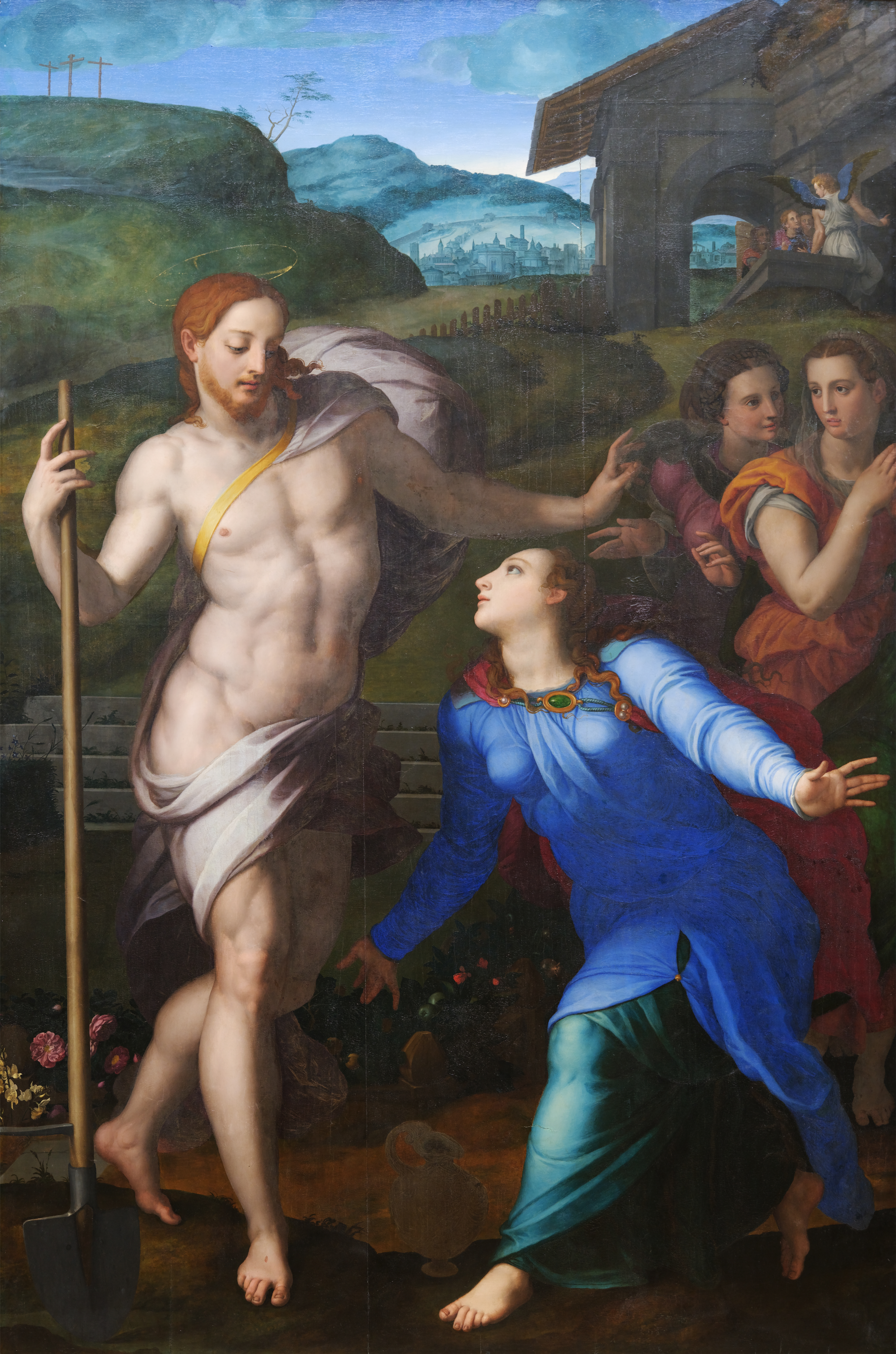
Cristo appare alla Maddalena, Bronzino, oggi al Louvre.

### Sei e Settecento

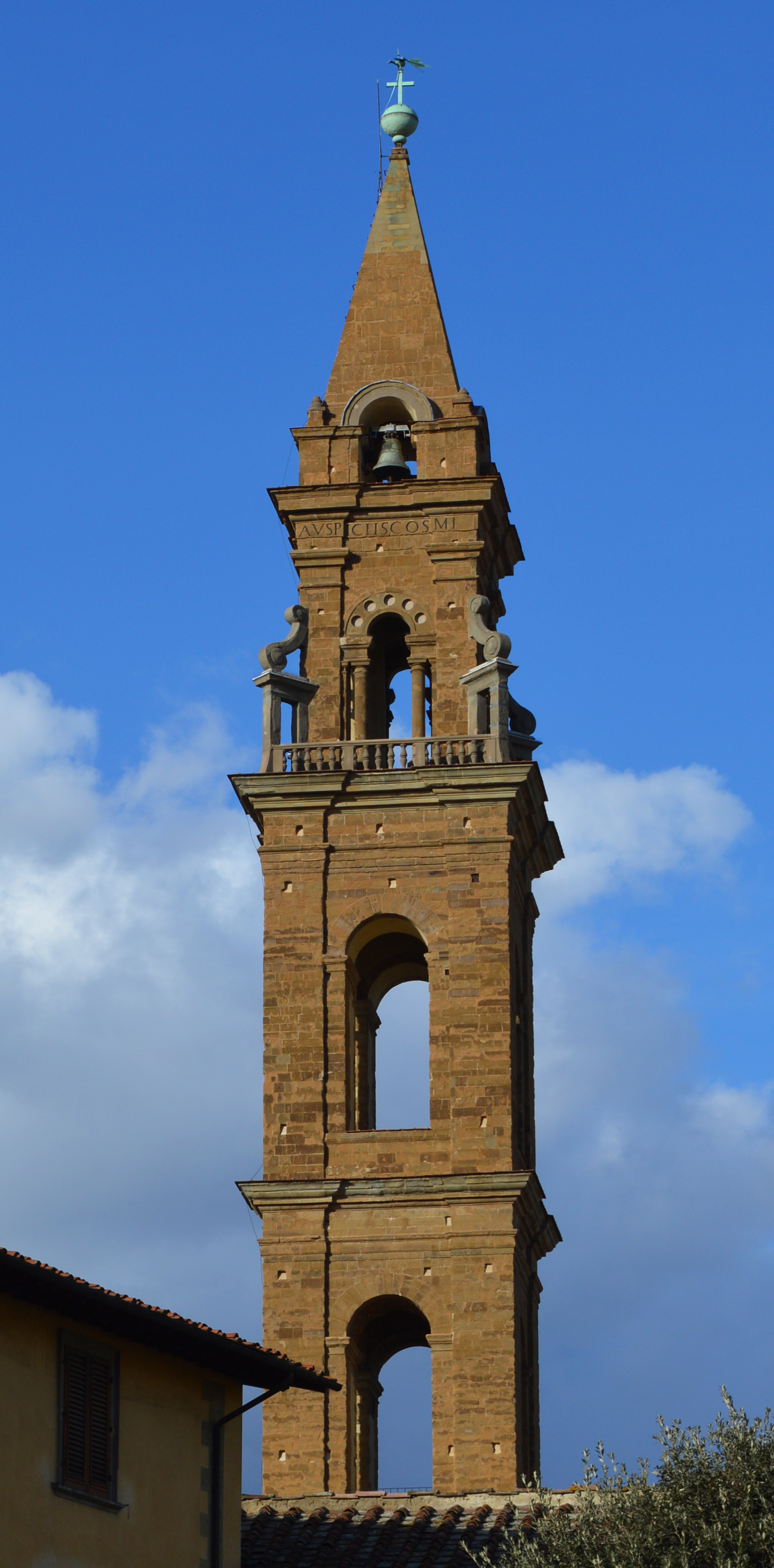
Il campanile.

Con il passare dei secoli la basilica ha subito altri numerosi interventi, come il vistoso baldacchino barocco realizzato da Giovanni Caccini in collaborazione con Gherardo Silvani (1599-1608), posto sopra l'altare maggiore, che ha alterato le armoniche proporzioni brunelleschiane, soprattutto per quanto riguarda la visione prospettica di tutta la navata centrale. Il sontuoso tempietto, che doveva contenere il Santissimo Sacramento, unisce fantasiosamente architettura, scultura e l'arte del commesso (il mosaico fiorentino) in pietre dure. Verso il 1620 Giulio e Alfonso Parigi il giovane portarono avanti il progetto dell'Ammannati costruendo il Chiostro dei Morti. Il prospetto esterno della chiesa rimase spoglio, con pietre a vista, fino al XVIII secolo, quando venne intonacato. Durante l'occupazione francese, Vivant Denon individuò diverse opere da mandare in Francia, anche al Musee Napoleon a Parigi, oggetto di spoliazioni napoleoniche e non tornarono col congresso di Vienna, non essendo mai stati richiesti in restituzione dai Lorena. Così diverse opere d'arte presero la via della Francia. Secondo il catalogo pubblicato nel Bulletin de la Société de l'art français del 1936, dalla basilica vennero requisite:
- Pala Barbadori, dipinto da Fra Filippo Lippi, oggi al Musée du Louvre, proveniente dalla sagrestia, portata a Parigi al Musée Napoléon, ovvero il Louvre, nel 1814;
- Gesù che appare alla Maddalena, dipinto da Angelo Bronzino, oggi al Musée du Louvre, proveniente dalla sagrestia, portata a Parigi al Musée Napoléon nel 1814;
- Il calvario di Cristo dipinto da Benedetto Ghirlandaio, sequestrato nel 1813 e portato al Musee Napoleon nel 1814, oggi al Louvre,

## Architettura
Innanzitutto Brunelleschi avrebbe voluto orientare la chiesa con la facciata a nord, verso l'Arno, per permettere una spettacolare visione dal fiume tramite la creazione di una nuova piazza. L'idea venne subito accantonata però per la presenza di importanti abitazioni di famiglie magnatizie tra la chiesa e il fiume, lungo via Santo Spirito, come si vede ancora oggi.

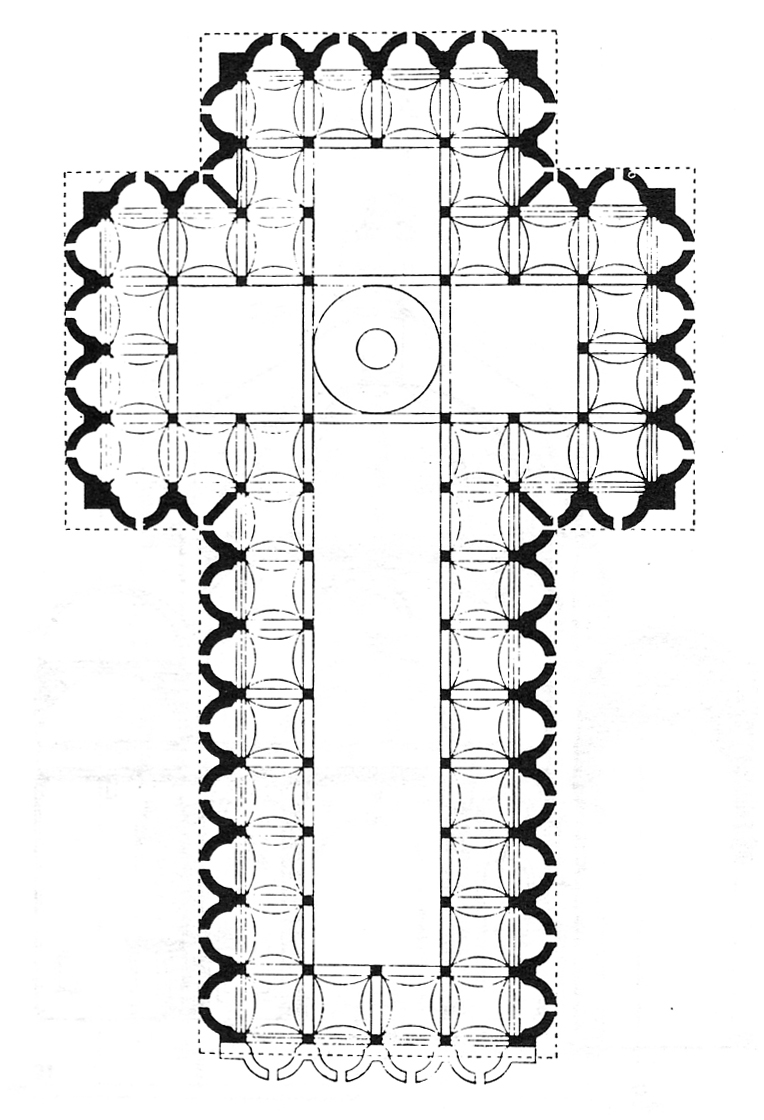
Pianta della Basilica

Mantenendo il vecchio orientamento Brunelleschi ebbe carta bianca, almeno in fase progettuale, per impostare un edificio estremamente razionale, dove, come si vede bene in pianta, la forma di croce latina è bordata lungo tutto il perimetro da un loggiato regolare che in San Lorenzo aveva interessato la sola navata centrale e che era la trasposizione all'interno di un edificio religioso del celebre loggiato esterno dello Spedale degli Innocenti. Anche qui le membrature architettoniche sono chiaramente scandite dalle pareti tramite il contrasto tra la grigia pietra serena e il biancore degli intonaci.
Le tre navate (con la centrale ampia il doppio di quelle laterali), sono separate da colonne in pietra serena con capitelli corinzi e pulvini che reggono arcate a tutto sesto e volte a vela. Esse si prolungano idealmente anche nei bracci del transetto e nel capocroce, creando un camminamento continuo lungo tutto il perimetro (con l'eccezione della controfacciata) che aveva come precedenti il Duomo di Pisa e quello di Siena. Ma in Santo Spirito il distacco dalla tradizione gotica si approfondisce e diviene definitivo. Il modulo della campata di undici braccia fiorentine arriva a definire ogni parte della chiesa. Ad ogni campata corrisponde una cappella laterale composta da una nicchia semicircolare, che è alta quanto la navata laterale e profonda 1/2 del modulo, creando nell'insieme un effetto dinamico dell'articolazione dei volumi molto più vivo che in San Lorenzo, dove le cappelle laterali sono rese schematiche dalla griglia delle paraste e delle cornici orizzontali superiori.
Al centro dei bracci si trova l'altare maggiore, fulcro di tutta l'architettura, sormontato da cupola. Entrando nella chiesa e camminando verso il capocroce si può cogliere l'estremo dinamismo del variare continuo del punto di vista attraverso la sequenza ritmica degli archi e delle colonne, che creano filari prospettici anche trasversalmente, verso le nicchie e i portali. Il tutto dà però, a differenza delle chiese gotiche, l'effetto di estrema armonia e chiarezza dell'insieme, grazie alla regolazione secondo principi razionali unitari.
La luce evidenzia il ritmo arioso ed elegante degli spazi, entrando in maniera graduale attraverso le differenti aperture, più ampie nel cleristorio della navata centrale e dagli oculi della cupola. Le navate laterali si trovano così ad essere più scure, dirigendo l'occhio inevitabilmente verso il nodo luminoso: l'altare centrale.

### Le modifiche al progetto originale
(Antonio di Tuccio Manetti, Biografia di Brunelleschi.)

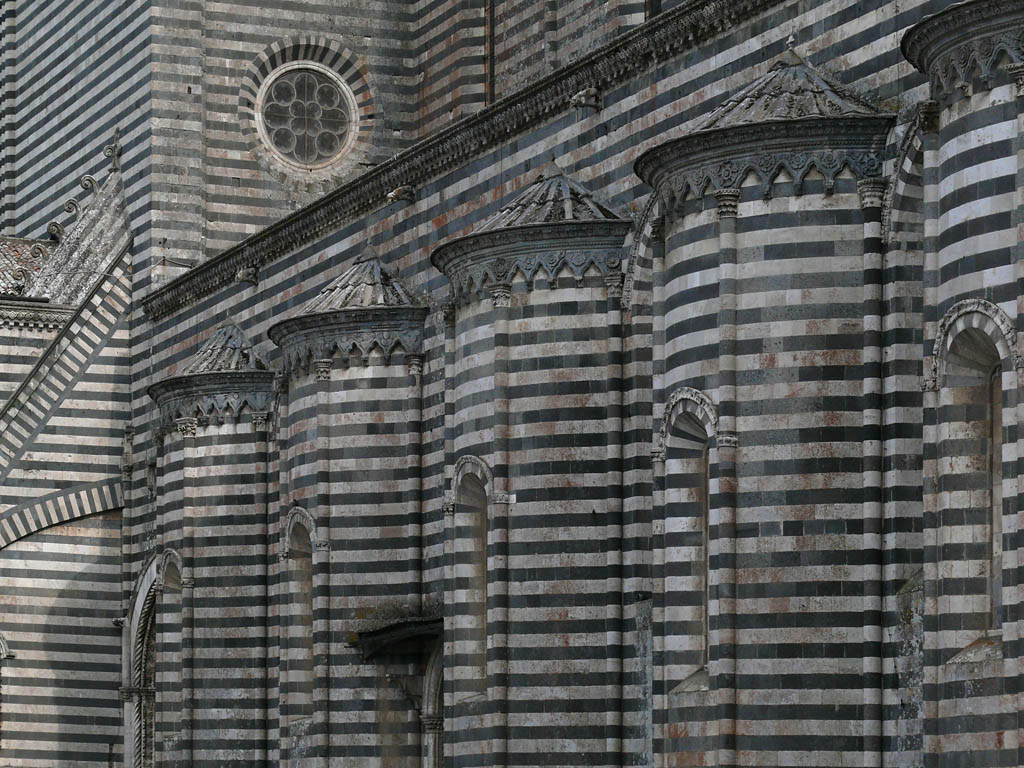
Le cappelle estradossate del Duomo di Orvieto.

Brunelleschi morì appena due anni dopo l'inizio dei lavori di costruzioni e i suoi continuatori fecero alcune modifiche, sia strutturali che decorative, al progetto iniziale, accantonando alcuni elementi più originali che avrebbero fatto della chiesa un'inedita sperimentazione, magari meno rispondente al gusto di quegli anni. L'effetto dello spazio centripeto con fulcro sull'altare sarebbe stato ancora più efficace se si fossero seguite alla lettera le disposizioni di Brunelleschi. Per il rispetto del progetto originale si batterono, per esempio, il matematico e astronomo Paolo dal Pozzo Toscanelli e l'architetto Giuliano da Sangallo, che cercò di far intervenire, senza successo, anche Lorenzo il Magnifico.
Uno degli elementi che più destarono polemiche fu quello della continuazione del loggiato anche sulla controfacciata, che avrebbe reso necessaria la costruzione di altre due campate centrali, con la necessità, tra l'altro, di predisporre un'inusitata facciata a quattro porte, ciascuna in una nicchia, per riprendere la sequenza delle pareti laterali. Questo elemento venne accantonato per creare un più tradizionale portale centrale, in asse con l'altare. Ma la visione non in asse fin dall'ingresso avrebbe evidenziato la costruzione dinamica dell'architettura del Brunelleschi, creando subito scorci prospettici non convenzionali.
Inoltre il grande architetto aveva previsto una volta a botte sulla navata centrale, che venne invece sostituita da un controsoffitto piano, poi decorato da lacunari dipinti. Con la volta si sarebbe accentuato l'effetto di dilatazione dello spazio interno verso l'esterno, come se la chiesa "gonfiasse". La cupola doveva essere più bassa, senza tamburo come nella Sagrestia Vecchia, con un giro di oculi che avrebbero potuto illuminare con maggiore intensità la mensa dell'altare centrale, in modo da rendere più esplicita l'allusione alla luce divina dello Spirito Santo, al quale è dedicata la chiesa.
Molto più originale era previsto anche l'aspetto esterno, dove al posto della parete doveva figurare la successione dei profili arcuati delle nicchie delle cappelle laterali. Questo elemento, ripreso dai fianchi del Duomo di Orvieto, avrebbe modificato in maniera plastica la superficie esterna, creando effetti di chiaroscuro mai visti in architettura, che entreranno in uso solo con l'architettura barocca.

## Decorazione interna

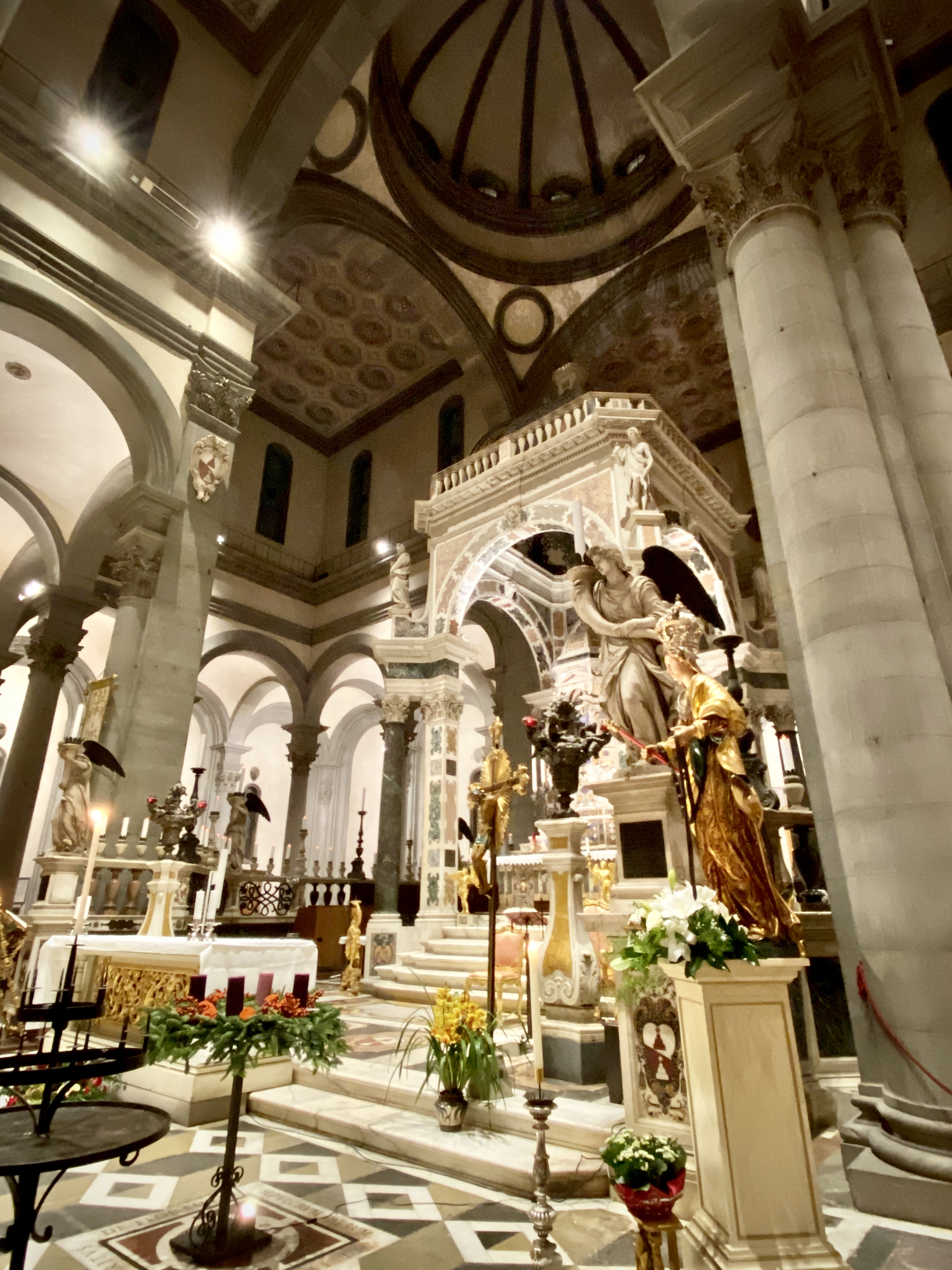
Il ciborio barocco dell'altare maggiore.

L'interno misura 97 metri, largo 32 e 58 alla crociera. Il soffitto della navata centrale, con cassettoni dipinti risale al XIX secolo. All'interno della navata i capitelli decorati del primo ordine di pilastri sono scolpiti con singolare maestria: alcuni sono di Andrea Sansovino.
La facciata interna conserva la vetrata quattrocentesca con la Pentecoste realizzata su disegno del Perugino. L'altare maggiore è coperto dal ciborio con cupola a traforo e recinto marmoreo di Giovanni Caccini, realizzato tra il 1599 e il 1607 con la collaborazione di Gherardo Silvani e di Agostino Ubaldini. L'apparato decorativo è in stile barocco ed è caratterizzato da una notevole complessità, con intarsi in pietre dure, sculture marmoree, bronzi, stalli intagliati e scolpiti. I due candelabri anteriori sono di Cosimo Merlini (1708).

### Il programma degli altari

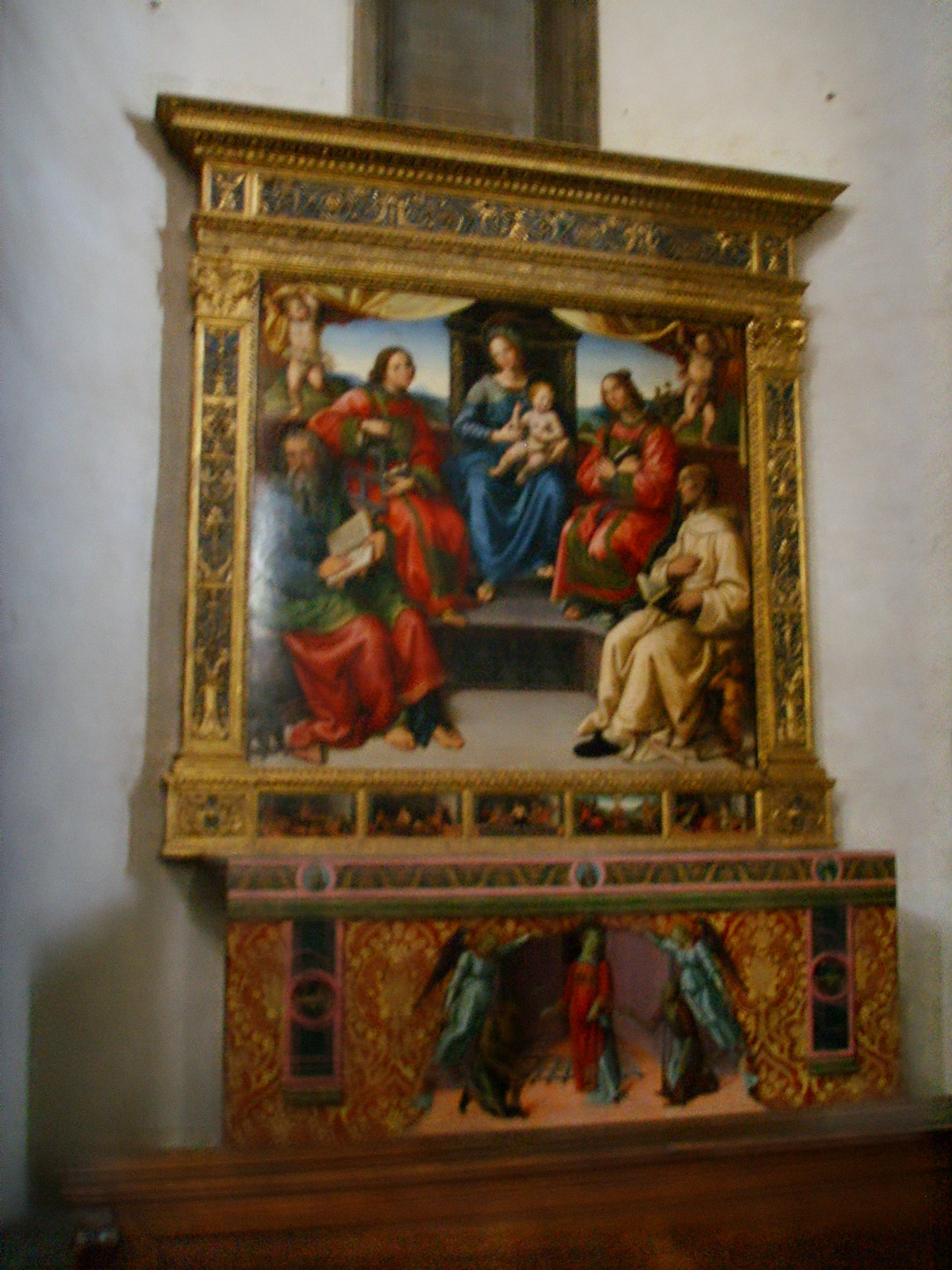
L'altare con paliotto della Cappella Segni.

La chiesa possiede ben 38 altari laterali (più due absidiole analoghe in corrispondenza dell'ingresso della sagrestia e sul lato opposto, per un totale di quaranta), decorati da un ricchissimo corredo di tesori e opere d'arte.
Nel progetto originale di Brunelleschi, secondo quanto riportato dal Libro di Antonio Billi, anche gli altari dovevano essere impostati in maniera originali, staccati dal muro e privi di ancone (le pale dipinte o scolpite) affinché il sacerdote potesse dir messa rivolto verso i fedeli, secondo l'antica tradizione paleocristiana dismessa nel medioevo, di cui a Firenze restava l'esempio del battistero di San Giovanni. Tale impianto si trova nella Sagrestia Vecchia e nella Cappella dei Pazzi e Filippo la propose anche per gli altari del Duomo, rispondendo sia a principi etici che a esigenze di sintesi e purezza geometrica dell'architettura rinascimentale, come ribadisce anche Leon Battista Alberti.
Dopo la consacrazione del 1481 il progetto brunelleschiano dovette però essere sentito come troppo radicale, così si adottò una nuova tipologia di altare, addossato alla parete e decorato da una pala rettangolare, di dimensioni fisse. Oggi gli altari, soprattutto quelli del transetto, mantengono spesso l'originale decorazione quattrocentesca, formata da una pala dipinta con predella e cornice classicheggiante integrata con un apparato ligneo che comprende la mensa, il paliotto dipinto a imitazione dei tessuti e una pedana con gradini; completava l'insieme una tendina scorrevole, legata a un'asticella in ferro posta tra i capitelli dei pilastrini delle cornici dei dipinti, che serviva a coprire le immagini sacre fuori dalle festività religiose, una vetrata dipinta in alto, pezzi di oreficeria sacra e altri arredi tessili. Gran parte dei paliotti dipinti sono attribuiti alle botteghe di Bernardo di Stefano Rosselli, Neri di Bicci e Jacopo del Sellaio.
Programmaticamente assenti sono gli affreschi e le tombe addossate alle pareti, con qualche rara eccezione come la tomba di Neri Capponi visibile da una grata che dà sull'intercapedine tra la parete della nicchia e la parete esterna. Un'uniformazione simile era prevista anche in San Lorenzo, ma non venne portato a compimento. Controversa è l'attribuzione di responsabilità o meno a Brunelleschi nella definizione di questi parametri del programma.

### Navata destra

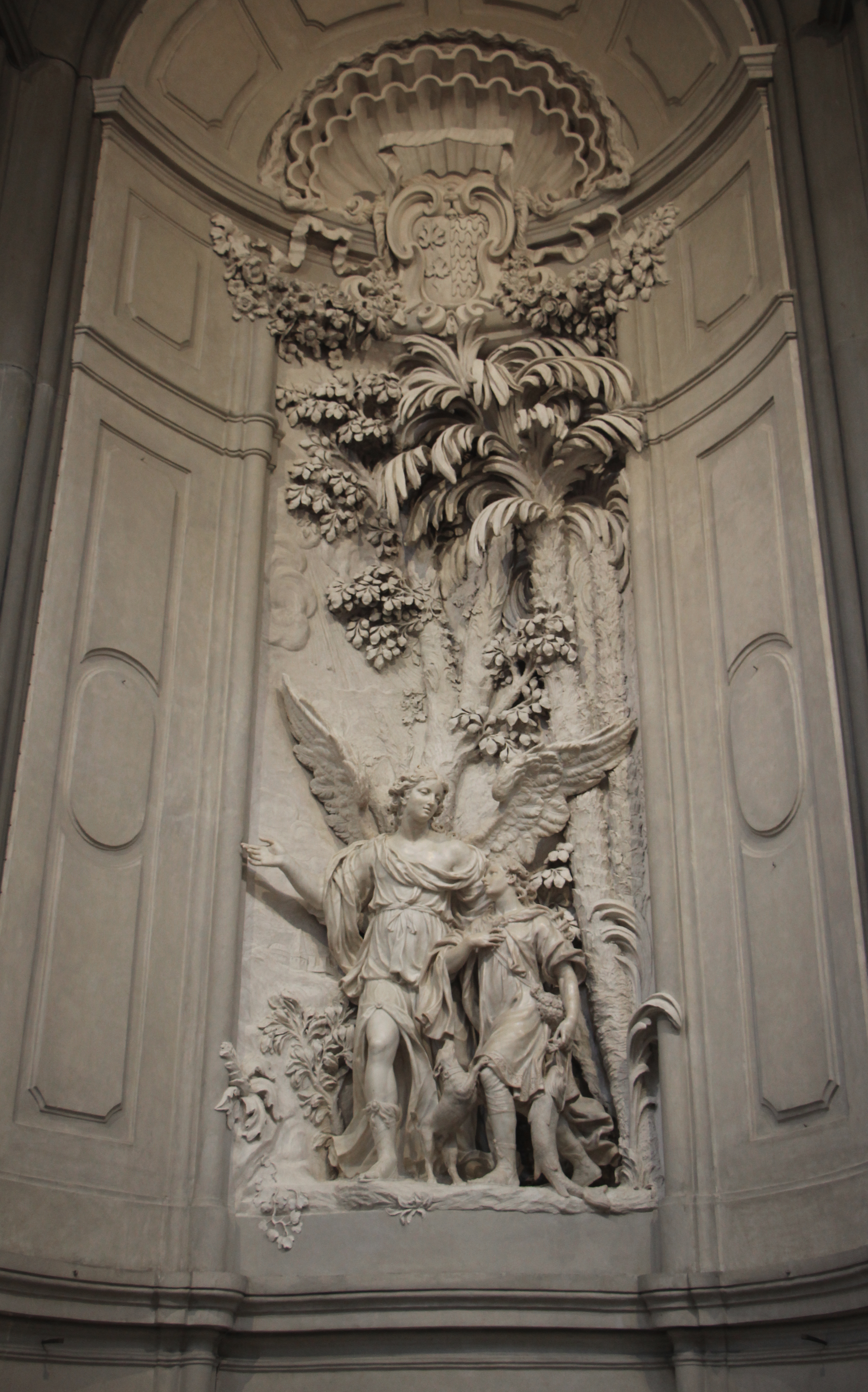
File:Santo spirito, cappella della palla-portinari, Giovanni baratta, arcangelo raffaele e tobiolo (1698).

Nella navata destra si incontrano, dall'ingresso verso il transetto:
1. Cappella Torrigiani: altare con la Disputa dell'Immacolata Concezione di Pier Francesco Foschi (1544-1546), opera tipica dell'arte controriformata, dotata di predella dove sono ritratti i committenti.
2. Cappella del Riccio: copia della Pietà Vaticana di Nanni di Baccio Bigio (1545) sull'altare, tra decorazioni marmoree tra cui un bassorilievo di Cristo e la Veronica, in alto, di Emilio Santarelli (1832).
3. Cappella Della Vacchia: statua lignea policroma di San Nicola da Tolentino attribuita a Nanni Ungaro, forse su modello di Jacopo Sansovino; ai lati due Angeli del Franciabigio, racchiusi in una struttura del 1706.
4. Cappella Settimanni: pala di Gesù che scaccia i mercanti dal Tempio di Giovanni Stradano, firmata e datata 1572.[6]
5. Pala dell'Incoronazione di Maria tra i santi Agostino e Monica di Alessandro Gherardini (1694).
6. Absidiola vuota (ingresso laterale).
7. Cappella Petrini-Arrighi: pala del Martirio di santo Stefano (1602 circa) del Passignano.
8. Cappella Della Palla-Portinari (1696): stucchi e statua marmorea di Giovanni Baratta con Raffaele e Tobiolo (1698).

### Navata sinistra
Nella navata sinistra si incontrano, dall'ingresso verso il transetto:
1. Cappella Bettoni-Covoni (1651): pala della Resurrezione di Pier Francesco Foschi (1537).
2. Copia del Cristo della Minerva di Michelangelo di Taddeo Landini (1579).
3. Pala del Beato Giovanni da San Facondo che salva un giovane di Giuseppe Nicola Nasini (1691).
4. Pala di San Tommaso di Villanova che distribuisce le elemosine di Rutilio Manetti (1625).
5. Pala con la Madonna col Bambino, Sant'Anna, Nicola da Tolentino e altri Santi agostiniani, restaurata nel 2001 e dipinta nel 1530 circa da Ridolfo del Ghirlandaio in collaborazione con il suo allievo Michele Tosini, al quale spetta la maggior parte dell'esecuzione. La tavola è ancora racchiusa nell'originale cornice in legno dorato che riporta gli stemmi dei Segni, la famiglia patrona della cappella e committente della pala.[7]
6. Sotto l'organo, accesso al vestibolo della sagrestia del Cronaca su progetto di Giuliano da Sangallo, con il Crocifisso di Michelangelo.
7. Copia da Rosso Fiorentino della Madonna e santi, di Francesco Petrucci; in alto vetrata quattrocentesca.
8. Pala della Madonna in trono e santi della scuola di Fra Bartolomeo tra i busti di Giovan Battista Cavalcanti (sinistra) e Tommaso Cavalcanti (destra) di Giovan Angelo Montorsoli.

### Il transetto destro

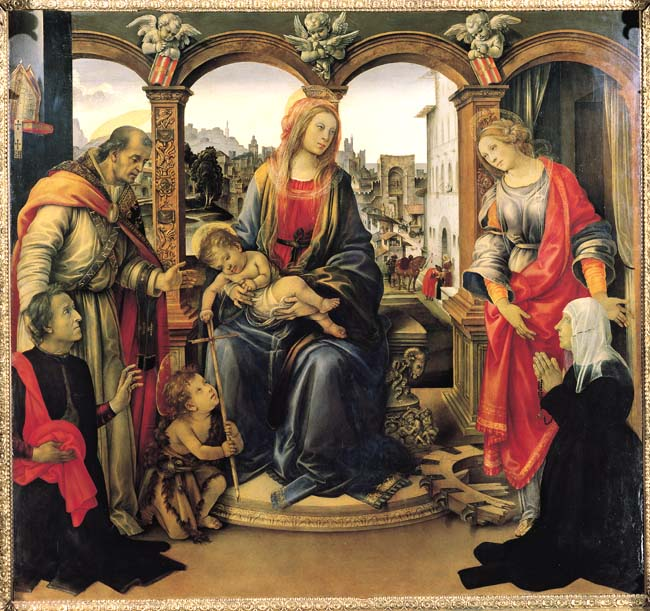
Filippino Lippi, Pala Nerli (1493-1494).

Nel braccio destro del transetto si trovano otto cappelle, due per ciascuno lato minore e quattro sul lato destro. Dal lato breve verso la navata, in senso orario, si incontrano nell'ordine:
1. Crocifisso tra la Vergine e san Tommaso attribuito a Francesco Curradi o Pier Dandini, con paliotto del XV secolo.
2. Cappella Capponi d'Altopascio: pala della Trasfigurazione di Pier Francesco Foschi (1545, dalla cappella Bini)
3. Cappella Velluti: tavola della Madonna del Soccorso di Domenico di Zanobi (1475-1485).
4. Cappella De Rossi: decorata da un progetto architettonico di Bernardo Buontalenti, che prevede una scenografia marmorea con due santi dipinti su due tavole sagomate, rara prova pittorica dell'architetto di corte, ha al centro una nicchia che conserva una delle poche testimonianze del convento agostiniano prima dell'incendio del 1471, il Crocifisso ligneo dei Bianchi (della Compagnia dei Bianchi) del XIV secolo.
5. Cappella Nerli: Pala Nerli (Madonna con Bambino e i santi Giovannino, Martino e Caterina d'Alessandria) di Filippino Lippi, forse l'opera pittorica più famosa della basilica (1485-1488), con una cornice lignea coeva. Vi sono raffigurati gli stessi committenti e una veduta del quartiere di San Frediano con Porta San Frediano come appariva all'epoca, nelle cui vicinanze aveva il proprio palazzo la famiglia Nerli.
6. Pala con copia dell'Apparizione della Vergine a San Bernardo di Perugino (oggi a Monaco) di Felice Ficherelli (1655-1656).
7. Cappella Capponi: pala con lo Sposalizio della Vergine di Giovan Camillo Sagrestani (1713), che sostituì una pala di Piero di Cosimo oggi alla National Gallery di Washington; cenotafio del cardinale Aloisio Capponi (m. 1659). Dietro la grata di bronzo quattrocentesca, che permette di vedere come sono le intercapedini tra le absidiole e la parete esterna, si trova il sarcofago marmoreo di Neri di Gino Capponi, attribuita a Bernardo Rossellino (1458).
8. Pala di San Nicola di Bari che resuscita tre fanciulli di Giovan Gaetano Gabbiani.

### Il capocroce

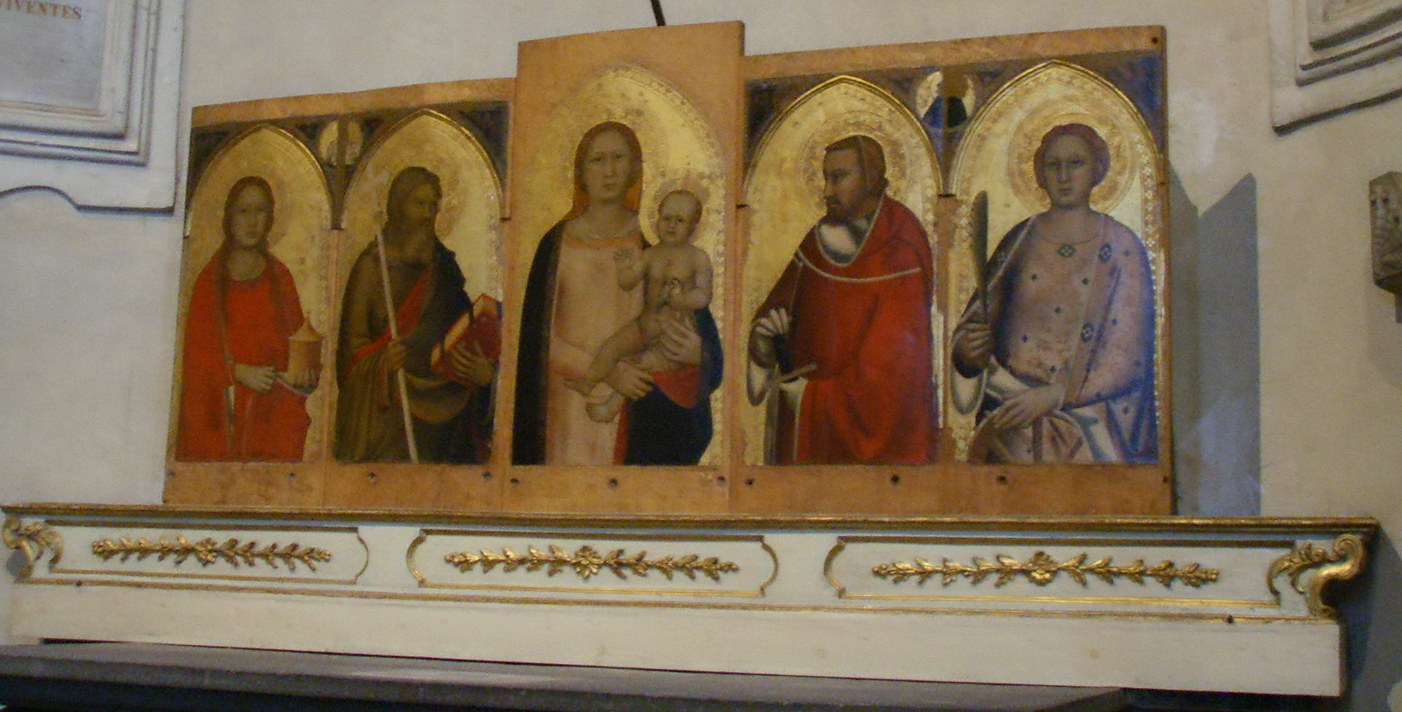
Cappella Vettori, polittico di Maso di Banco

Nel capocroce, sempre in ordine orario, si trovano:
1. Tavola con Madonna tra i santi Matteo e Girolamo del Maestro della Conversazione di Santo Spirito (forse Giovanni Cianfanini).
2. Cappella Vettori: polittico della Madonna col Bambino e quattro santi di Maso di Banco, un'altra testimonianza della vecchia basilica (1345 circa).
3. Pala dell'Epifania di Aurelio Lomi (dopo il 1608).
4. Cappella Pitti: pala dei Diecimila martiri di Ararat di Alessandro Allori, firmato e datato 1574, con predella che mostra Luca Pitti davanti al suo palazzo, una rara veduta di Palazzo Pitti prima degli ampliamenti medicei; paliotto con San Luca di Neri di Bicci
5. Cappella Frescobaldi, Cini, Dainelli da Bagnano: pala di Cristo e l'Adultera di Alessandro Allori, firmata e datata 1577, in cui è un elegante equilibrio tra lo spazio architettonico e le monumentali figure che lo abitano.[8] La predella raffigura il Ritratto della famiglia di Giovanni Battista Cini, committente dell'opera. Il paliotto è del XVI secolo e la vetrata, in alto, è della fine del Quattrocento. In alto a sinistra si trova anche un coretto settecentesco grazie al quale i marchesi Frescobaldi potevano partecipare alla liturgia dal loro palazzo privato attiguo alla chiesa senza farsi vedere dal popolo.
6. Pala della Beata Chiara da Montefalco comunicata da Gesù di Jacopo Vignali (1629).
7. Pala dell'Annunciazione di Pietro del Donzello.
8. Pala con Natività, opera giovanile di Giuliano Bugiardini (1495 circa).

### Il transetto sinistro

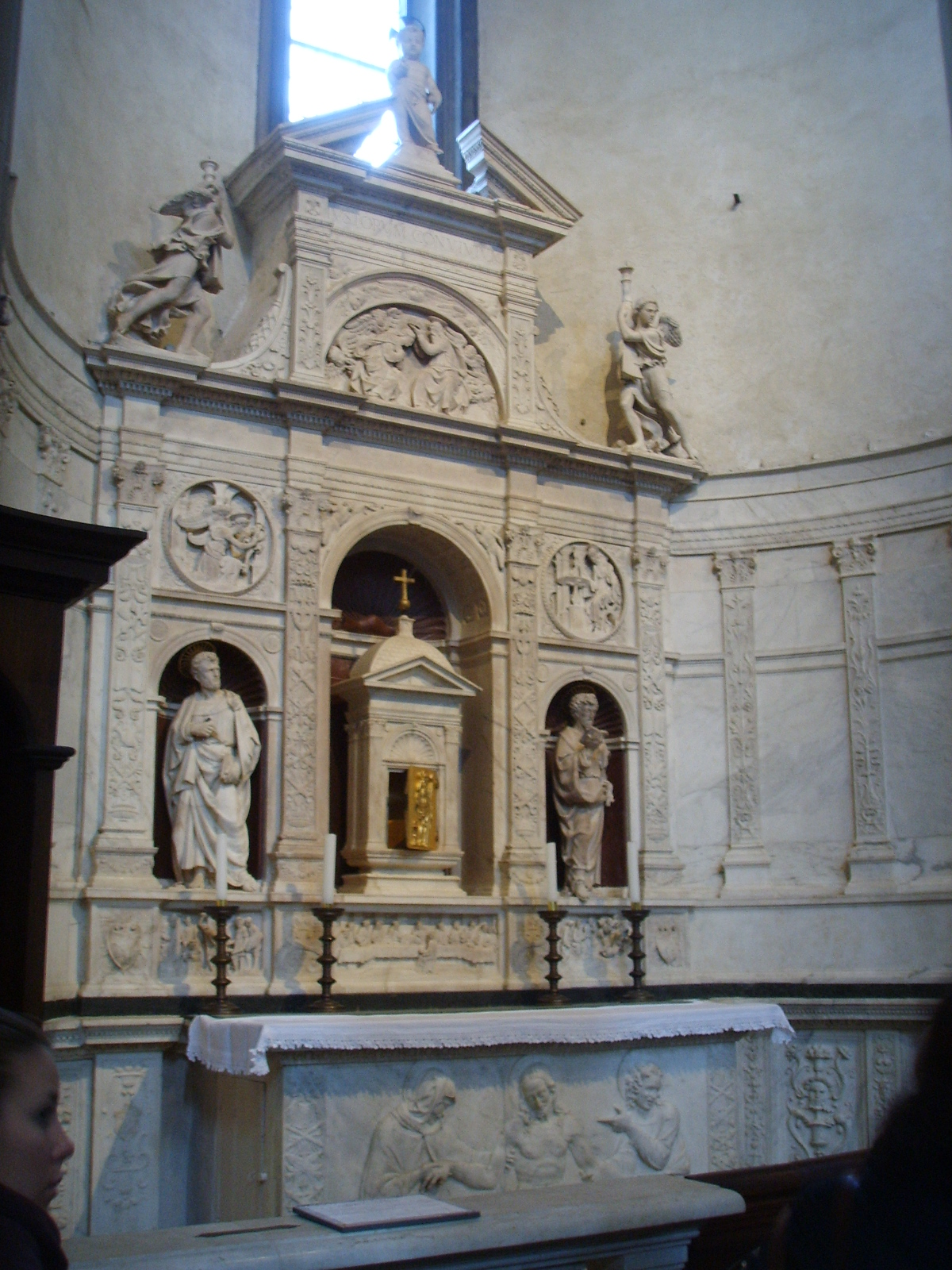
Cappella Corbinelli, Altare del Sacramento di Andrea Sansovino.

Nel transetto sinistro, sempre in ordine orario, si trovano:
1. Sacra conversazione del Maestro di Santo Spirito (fine del XV secolo), legato alla bottega di Donnino e Agnolo del Mazziere.
2. Cappella Lanfredini-Bini-Capponi: pala di Santa Monica in trono con le monache agostiniane di Francesco Botticini (1460-1470) nella cornice originale.
3. Cappella Corbinelli-Suarez-Compagni-Altoviti: Madonna col Bambino in trono tra i santi Tommaso e Pietro di Cosimo Rosselli (datato 1482); il paliotto ligneo con l'Incredulità di san Tommaso è di Bernardo di Stefano Rosselli, cugino di Cosimo.
4. Cappella Corbinelli: apparato scultore-architettonico del giovane Andrea Sansovino del 1490-1492 nella cappella che, dal 1485 aveva il privilegio di custodire il Santissimo Sacramento. La tripartizione dell'altare, con eleganti lesene decorate da candelabre fra tre nicchie, ricorda gli archi di trionfo romani. Nella nicchia centrale un tabernacolo a forma di edicola ha un bassorilievo del Cristo risorto sulla portella, mentre nelle nicchie laterali si trovano le statue di San Matteo e San Giacomo, sormontate dai tondi con l'Arcangelo Gabriele e la Vergine Annunciata. Nella predella Ultima Cena, Decollazione di san Matteo e i Santi Giacomo ed Ermogene; nel frontone Incoronazione della Vergine, nel paliotto Cristo in pietà tra la Vergine e san Giovanni dolenti. La balaustra che racchiude la cappella è del 1642.
5. Pala della Santissima Trinità adorata dalle sante Caterina e Maddalena, attribuita a Donnino e Agnolo del Mazziere.
6. Pala della Madonna in trono tra i santi Bartolomeo e Nicola della bottega di Donnino e Agnolo del Mazziere.
7. Cappella Segni: Madonna col Bambino in trono e santi di Raffaellino del Garbo (1501-1505), con cornice originale; il paliotto con San Lorenzo elemosiniere è attribuito a Donnino e Agnolo di Domenico del Mazziere.
8. Cappella Antinori: Andrata al Calvario attribuita ad Antonio del Ceraiolo; in alto vetrata quattrocentesca.

### La sagrestia
In fondo al lato sinistro si accede al vestibolo, che conserva un pregevole soffitto a cassettoni realizzato da Andrea Sansovino nel 1491. La sacrestia adiacente al vestibolo è stata iniziata da Giuliano da Sangallo nel 1489 a pianta ottagonale. Venne portata a termine dal Cronaca. Conserva il dipinto devozionale di Alessandro Allori San Fiacre che risana gli infermi (1596), un santo francese collegabile alla committenza di Cristina di Lorena, consorte di Ferdinando I de' Medici. Qui si trova anche il Crocifisso, opera giovanile di Michelangelo.

#### Il Crocifisso di Michelangelo

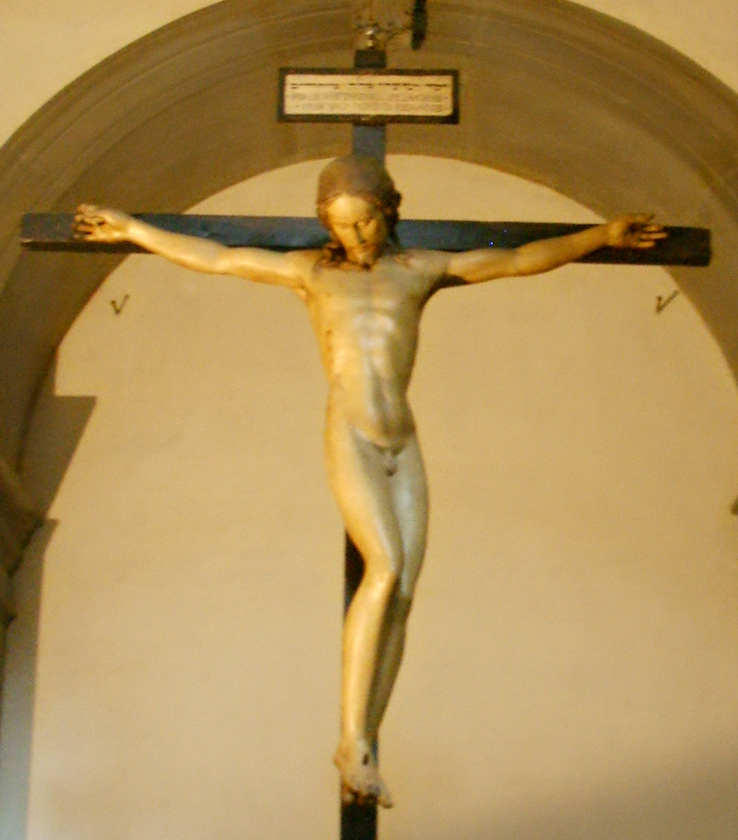
Crocifisso, opera giovanile di Michelangelo Buonarroti.

Michelangelo fu ospitato nel convento di Santo Spirito nel 1492 a 17 anni, dove, con la complicità del priore, ebbe la possibilità di scorticare i cadaveri provenienti dall'ospedale del convento per studiarne l'anatomia: proprio grazie a questa esperienza che Michelangelo diventò insuperabile nel rappresentare il corpo umano in ogni suo più piccolo dettaglio.
Come ringraziamento dell'ospitalità il giovane artista scolpì il crocifisso ligneo, che oggi è disposto nella collocazione originaria nella sagrestia di Santo Spirito dopo essere stato esposto per un secolo circa nel museo di Casa Buonarroti.

## I chiostri e l'ex-convento
Facevano parte del convento due chiostri, detti dei Morti e Chiostro Grande.

### Il Chiostro dei Morti

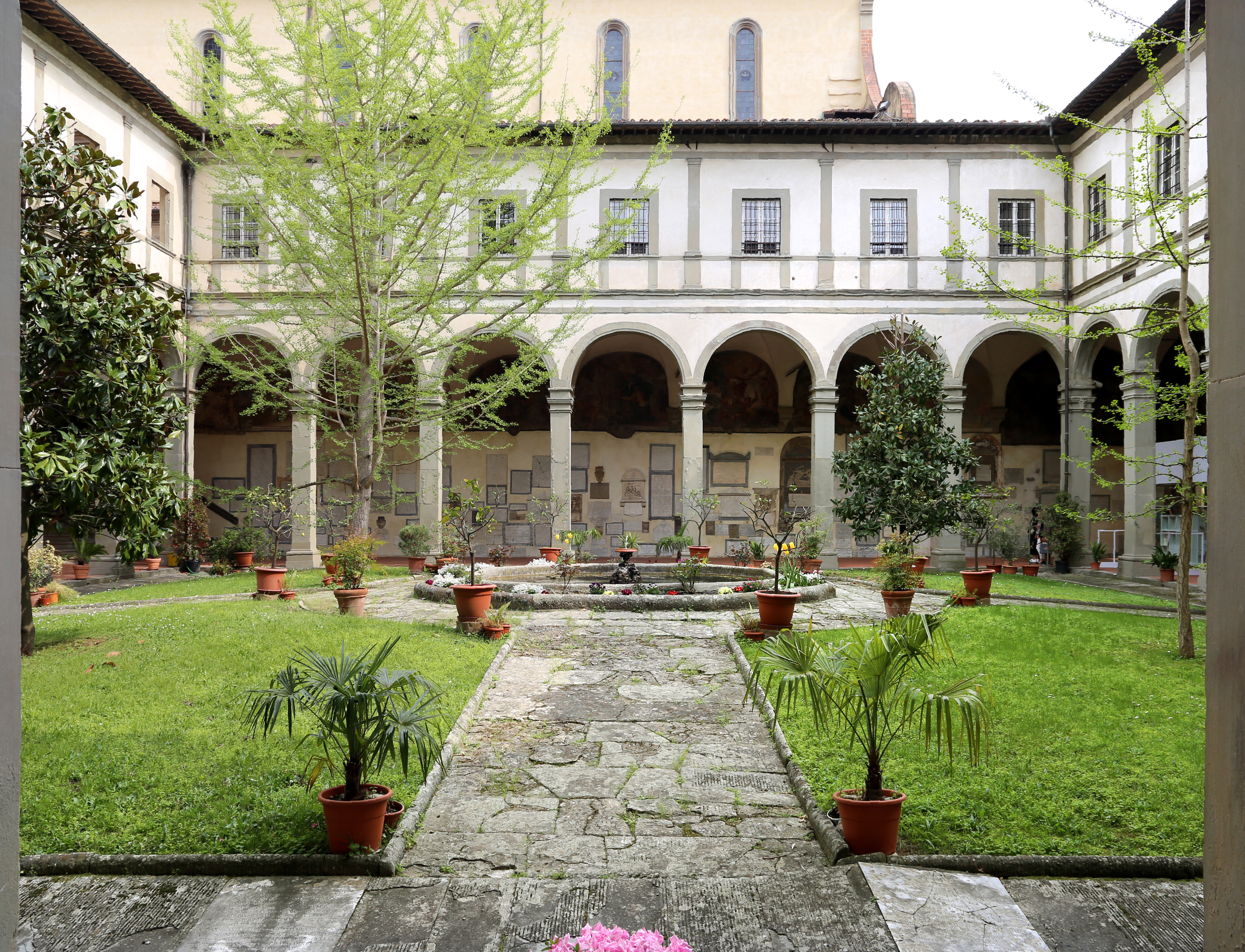
Il chiostro dei Morti.

Dal vestibolo della sagrestia, tramite una gradinata, si può scendere al primo chiostro, detto Chiostro dei Morti per la grande quantità di lapidi che ne affollano le pareti.
Fu ricostruito attorno al 1620 dagli architetti Giulio e Alfonso Parigi il giovane. È di forma quadrata, con sette arcate a tutto sesto su ciascun lato, sostenute da massicci pilastri squadrati, che si prolungano al piano superiore in lesene inquadranti le finestre in successione. A ogni arcata corrisponde una lunetta decorata nel Settecento da vari artisti (Cosimo Ulivelli, Pier Maria Baldi, Atanasio Bimbacci, Paolo Gismondi, Stefano Cascetti, Giovanni Francesco Bagnoli e altri, alcune datate e firmate, con le Storie della vita di santi agostiniani. Le lunette sono solo in parte restaurate, altre versano in uno stato di conservazione molto precario.
Adiacente alla sagrestia si trova la Sala Capitolare, incorniciata sul fronte del chiostro dalle figure della Fede e della Speranza, datate, sopra la porta, al 1682. Sul lato sud si trova il vecchio Refettorio, oggi sede della Fondazione Romano del Cenacolo di Santo Spirito.

### Il Chiostro Grande dell'Ammannati

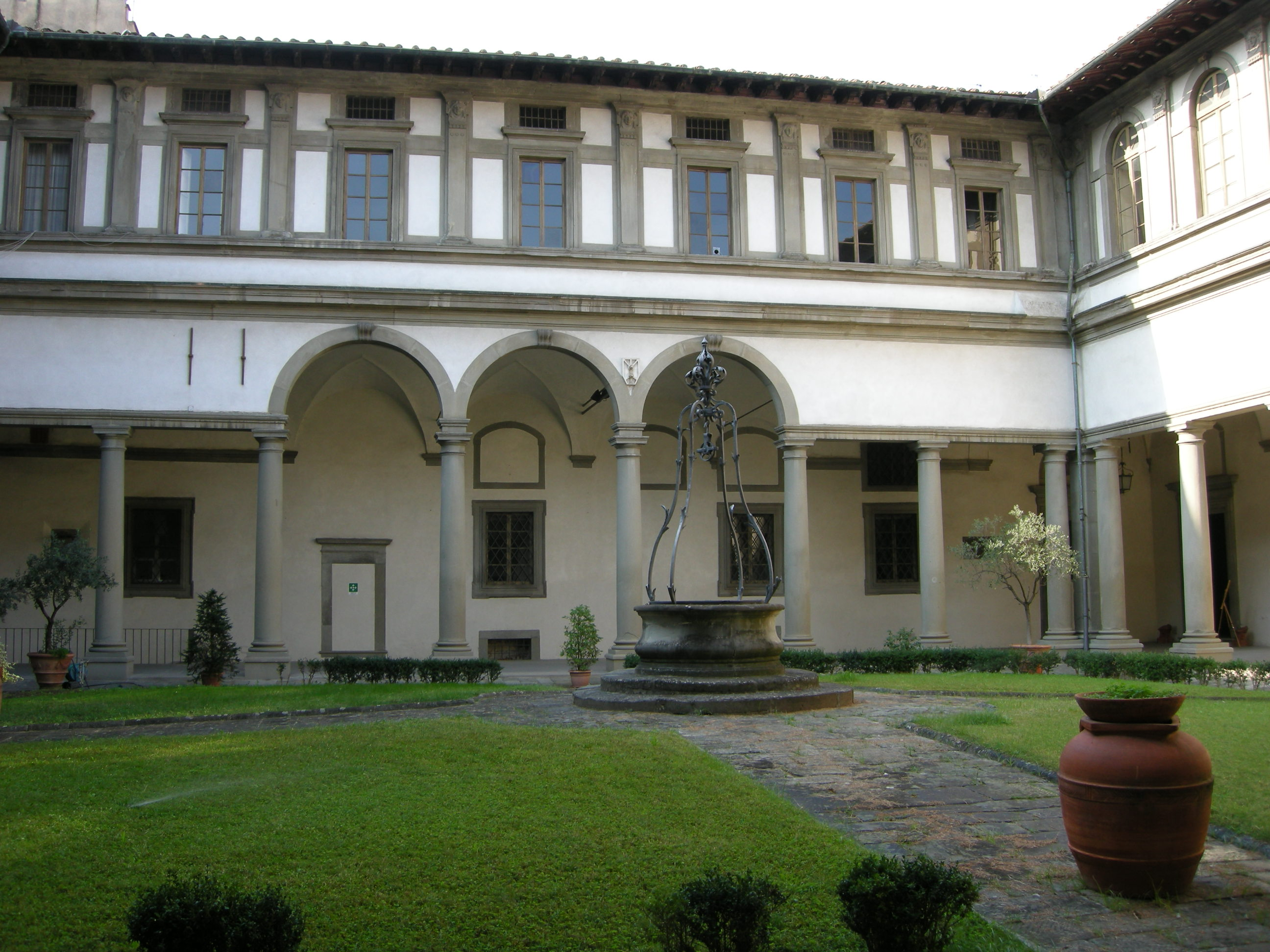
Il Chiostro Grande dell'Ammannati

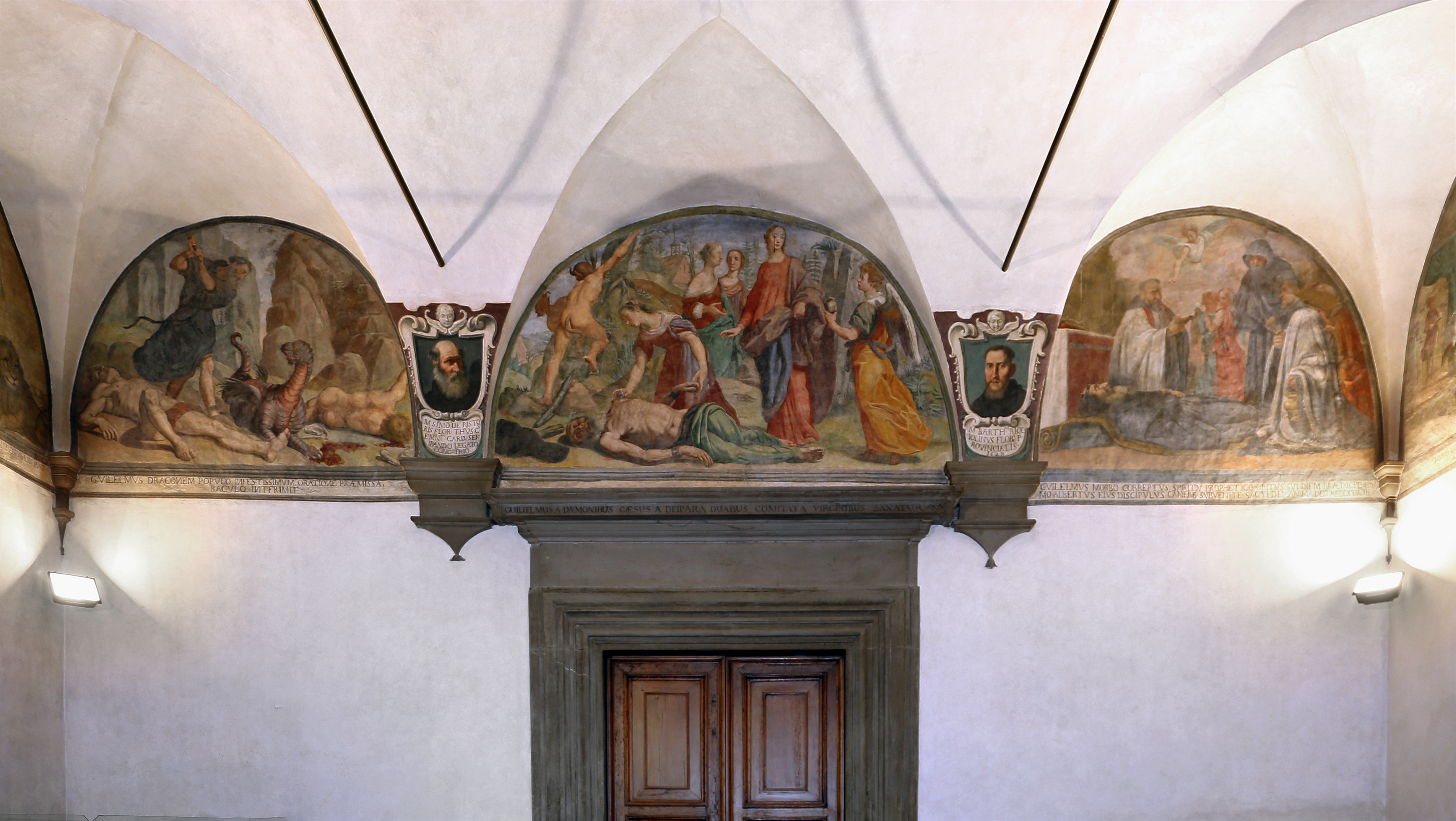
Lunette di Bernardino Poccetti nell'Antirefettorio

Il Chiostro Grande fu realizzato tra il 1564 ed il 1569 da Bartolomeo Ammannati. Egli, a partire dalle fondamenta di edifici preesistenti, si affiancò a quello precedente (poi rifatto nel 1620) per una medesima grandezza, formando un rettangolo contenente due quadrati con un lato in comune, secondo un impianto regolare che non ha eguali in Firenze.
L'architetto fu influenzato dallo stile del classicismo come testimoniano le colonne in stile dorico, le triplici arcate a tutto sesto (al centro di ogni lato) alternate agli architravi (ai lati), che importavano per la prima volta il motivo della serliana in un'architettura conventuale, e i pilastri angolari che inglobano le colonne. Venne usata la volta a botte incrociata con la volta a crociera in corrispondenza degli archi centrali e degli angoli. Le finestre ad arco del primo piano sono sormontate da finestre rettangolari in asse e ritmicamente incorniciate dalle lesene con capitelli decorati da teste scolpite. Gli elementi strutturali, le cornici e i marcapiano sono in pietra serena che risalta sugli intonaci bianchi creando, assieme alle aperture degli archi, un vivace effetto chiaroscurale.
Il chiostro fece da modello per quello di Santa Trinita di Alfonso Parigi il vecchio e quello di San Frediano di Gherardo Silvani.
È stato sede dal 2007 al 2023 del Centro Documentale di Firenze, ente militare nato dalla riconfigurazione del Distretto Militare, che aveva sede in questa caserma (intitolata a Francesco Ferrucci) dal 1º gennaio 1871. Un progetto per creare qui una RSA di lusso è stato fortemente avversato dai frati e dai comitati dei cittadini. 
Sul lato est, quello in comune con il Chiostro dei Morti, si trova il Refettorio Nuovo, della fine del Cinquecento, preceduto da un Antirefettorio con lunette affrescate e un Sant'Agostino sulla volta di Bernardino Poccetti (1606). Il Refettorio venne diviso in due ambienti nel XIX secolo ed è decorato in quella che fu la parete di fondo, dalle Tre Cene del Poccetti, e nelle lunette confinanti con il Battesimo di san Dionigi l'Aeropagita e il Battesimo di sant'Agostino, sempre dello stesso autore, coadiuvato da aiuti di bottega.
Dal chiostro si accede anche alla trecentesca cappella Corsini di Santo Spirito.

### Il terzo chiostro
Un terzo, piccolo chiostro quadrato, dell'Hospitium, si trova a sud del chiostro dell'Ammannati: è lastricato e presenta colonne doriche che sostengono archi a tutto sesto. Oggi vi è uno degli accessi, assieme a quello in via Maffia, della scuola elementare Gaetana Agnesi e di una scuola d'infanzia comunale.

## Confraternite
Nella grande basilica e nei suoi annessi si riunirono nel tempo molte Compagnie o confraternite. Tra le più importanti ci furono:
- Compagnia di Sant'Agostino del Crocifisso dei Bianchi

## Opere già in Santo Spirito
- Filippo Lippi, Pala Barbadori (1438), Louvre, Parigi e Predella della pala Barbadori, Uffizi, Firenze
- Biagio d'Antonio, Cristo portacroce, oggi al Louvre
- Bronzino, Noli me tangere, oggi al Louvre
- Sandro Botticelli
  - Madonna Bardi (1485 circa), Staatliche Museen, Berlino
  - Sant'Agostino nello studio (1490-1495 circa), Uffizi, Firenze
- Pietro Perugino, Apparizione della Vergine a san Bernardo, oggi nell'Alte Pinakothek di Monaco
- Piero di Cosimo, Visitazione con i santi Nicola e Antonio (1490 circa), oggi alla National Gallery di Washington
- Raffaello, Madonna del Baldacchino (1507-1508 circa), oggi alla Galleria Palatina
- Rosso Fiorentino, Pala Dei (1522), oggi alla Galleria Palatina

## Curiosità
Nella chiesa si celebra il funerale di Giorgio Perozzi nel film Amici miei. Il 6 giugno 2010 è stato girato un remake del funerale del Perozzi, dal titolo L'ultima zingarata.

## Bibliografia

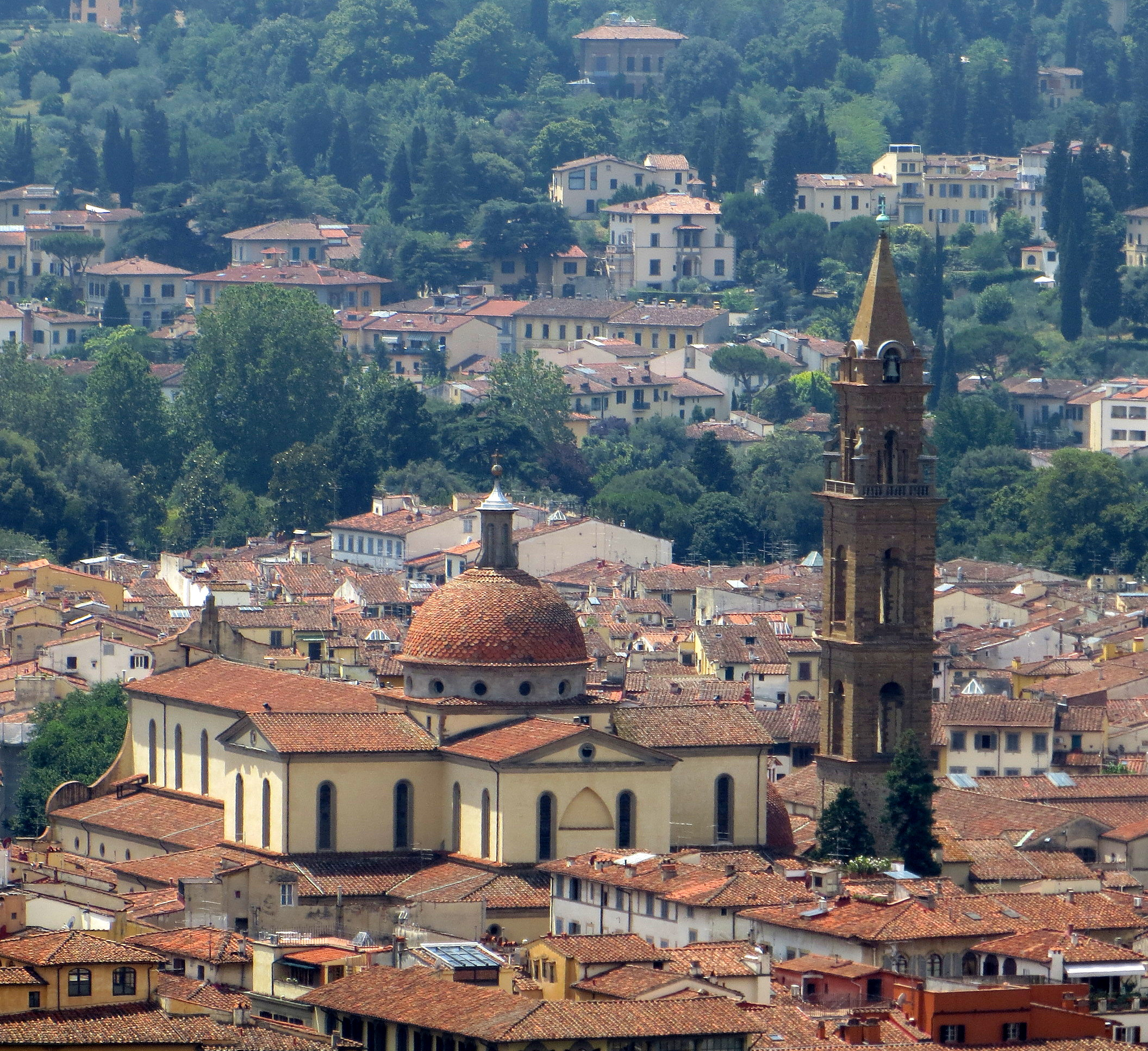
Santo Spirito nel panorama cittadino.